# Afterlife
Afterlife är en brittisk TV-serie från 2005 om mediet Alison (Lesley Sharp) och den skeptiske akademikern dr Robert Bridge (Andrew Lincoln) som studerar henne. Serien utspelar sig i Bristol.